# れ
れ або レ (/re/; МФА: [ɺe] • [ɺe̞] або [ɾe] • [ɾe̞]; укр. ре) — склад в японській мові, один зі знаків японської силабічної абетки кана. Становить 1 мору. Розміщується у комірці 4-го рядка 9-го стовпчика таблиці ґодзюон.

## Короткі відомості

### Опис
Фонема сучасної японської мови. Складається з одного приголосного звука та одного неогубленого голосного переднього ряду високо-середнього піднесення /e/ (え).
| Ясенний боковий одноударний: |  | /r/ → | れ | [ɺe] | (на початку слова наближається до [de]) |

### Порядок
Місце у системах порядку запису кани:
- Порядок ґодзюону: 42. Якщо враховувати знаки рядків い і え стовпчика や, то 44.
- Порядок іроха: 17. Між た і そ.

### Абетки
- Хіраґана: れ

Походить від скорописного написання ієрогліфа 礼 (рей, церемонія).
- Катакана: レ

Походить від скорописного написання правої складової ієрогліфа 礼 (рей, церемонія).
- Манйоґана: 礼 • 列 • 例 • 烈 • 連

### Транслітерації
- Кирилиця:
Система Поліванова: РЕ (ре).
Альтернативні системи: РЕ (ре).
- Латинка
Система Хепберна: RE (re).
Японська система: RE (re).
JIS X 4063: re
Айнська система: RE (re).

### Інші системи передачі
- Шрифт Брайля:
| ●● －－ |
- Радіоабетка: РЕнґе но РЕ (れんげのレ; «ре» лотоса)
- Абетка Морзе: －－－